# Карачуницы
Карачуницы — деревня Порховского района Псковской области. Входит в состав сельского поселения «Полонская волость».

## География
Расположена в восточной части области и района, в зоне хвойно-широколиственных лесов, при автодороге регионального значения 58К-018, на расстоянии примерно 6 километров к югу от города Порхов, административного центра района и в километре от Красного Бора, бывшего родового имения Лопухиных.

### Климат
Климат характеризуется как умеренно континентальный, влажный, с умеренно мягкой зимой и относительно тёплым летом. Среднегодовая температура — 4,4 °C. Средняя многолетняя температура самого холодного месяца (января) составляет −8 °С, средняя температура самого тёплого (июля) — 17,3 °С. Период активной вегетации растений (с температурой выше 10°С) составляет 130 дней Среднегодовое количество осадков — около 725 мм, из которых 70 % выпадает в тёплый период. Снежный покров держится около 125—130 дней.

## История
Светлейшая княгиня Екатерина Лопухина основала на погосте Карачуницы частный инвалидный дом на 50 человек.
Действовала Николаевская церковь, разрушенная в 1950-е годы.
До 2015 года входила в состав сельского поселения «Красноармейская волость». Законом Псковской области от 30 марта 2015 года Красноармейская волость была упразднена и вместе с Логовинской волостью в апреле 2015 года включена в Полонскую волость.

## Население
| 2001 | 2002 | 2010 |
| ---- | ---- | ---- |
| 16   | ↗17  | ↘10  |

## Известные уроженцы, жители
При богадельне в Николаевской церкви, разрушенной в 1950-е гг., были похоронены как сама Екатерина Лопухина, так и её ближайшие родственники — муж Пётр Васильевич (председатель Комитета министров в 1816—1827 гг.) и сын Павел Петрович (один из основателей Союза благоденствия).

## Инфраструктура
Личное подсобное хозяйство.
Основа экономики — сельское хозяйство.

## Транспорт
Деревня доступна автотранспортом.